# Denaturáció

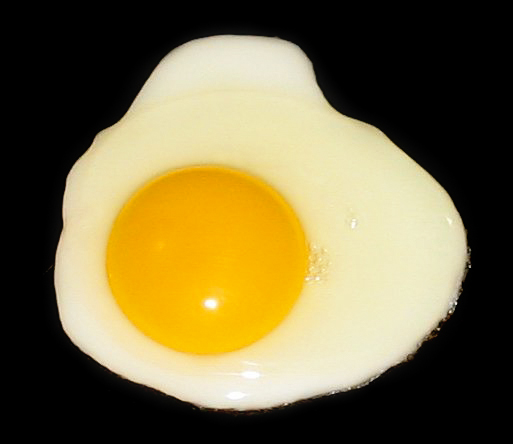
A tojás fehérjéinek irreverzibilis denaturációja hő hatására, tükörtojás készítésekor

A denaturáció a globuláris fehérjék jellemző térszerkezetének megváltozása a konformációt kialakító kötések átrendeződése miatt. A denaturáció következtében a fehérje elveszti biokémiai hatását. A denaturációt kiválthatja a hőmérséklet emelkedése illetve csökkenése, mechanikai hatás, az ionerősség, illetve a kémhatás megváltozása, ibolyántúli sugárzás, elektromos áram, a közeg koncentrációjának növekedése. A denaturáció általában az oldatból történő kicsapódással – koaguláció, a kolloid állapot megszűnése – jár: szétcsavarodnak a fehérjeláncok és véletlenszerűen gabalyodnak össze. A fehérje visszanyerheti eredeti térszerkezetét, tehát renaturálódhat – ekkor reverzibilis változásról beszélünk. A denaturáció lehet visszafordíthatatlan, irreverzibilis változás is (ilyen például a tojásfehérje kicsapódása hőhatásra). 
Az enzimek is (mivel fehérjék) denaturálódhatnak, például magas hőmérséklet hatására.

## Reverzibilis denaturáció
A denaturáció során a fehérje hidrátburkát elvonja a denaturáló hatás. Ekkor csak másodrendű kölcsönhatások alakulnak ki. Víz hozzáadására megszűnnek, tehát a folyamat visszafordítható, reverzibilis. Okozhatják: könnyűfémsók (pl. NaCl) oldatai, alkohol.

## Irreverzibilis denaturáció
Elsőrendű (erős) kötések alakulnak ki, ezért nem alakul vissza hígítás hatásra a hidrátburok. Okozhatják: nehézfémsók (pl. CuSO4, PbCl2) oldatai, hő, ultraibolya sugárzás, elektromos áram, szerves savak.